# Aleksandr Michajlovič Rodčenko
Aleksandr Michajlovič Rodčenko (in russo Александр Михайлович Родченко?; San Pietroburgo, 23 novembre 1891 – Mosca, 3 dicembre 1956) è stato un pittore, fotografo e grafico russo, che collaborò alla costituzione del movimento costruttivista.

## Biografia

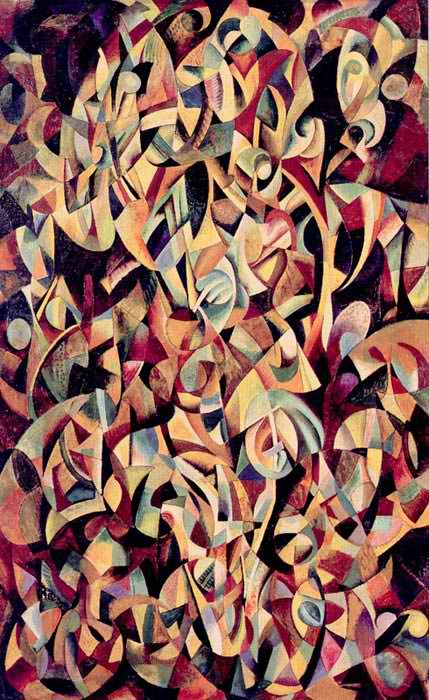
Aleksandr Michajlovič Rodčenko Danza (1915), Museo russo

Figlio dello scenografo Michail Michajlovič Rodčenko e della lavandaia Ol'ga Evdokimovna, studiò all'istituto d'arte della città di Kazan', dove conobbe la futura moglie e artista Varvara Stepanova. Si interessò alla poesia di Vladimir Majakovskij e da questa si accostò alle nuove correnti del futurismo e del suprematismo russo.
Si trasferì alla Scuola di Arte e Design Stroganov e nel 1916 espose per la prima volta i suoi quadri in una mostra organizzata da Vladimir Tatlin. Si congedò dal servizio militare dopo pochi mesi e divenne membro del Narkompros (Commissariato per l'Istruzione). Insegnò al VChUTEIN (l'Istituto statale di arte e tecnica) e si interessò e praticò la tecnica del fotomontaggio e delle opere dei dadaisti. Si interessò del lavoro dei registi Ėjzenštejn e Dziga Vertov, con quest'ultimo collaborò intensamente producendo i manifesti per i suoi film.
Nel 1921 inizia con le prime collaborazione in ambito teatrale, cinematografico e grafico. Nel 1923 realizzò la copertina per il poema di Majakovskij Di questo, e nello stesso periodo fu contattato da László Moholy-Nagy, interessato ad un suo saggio sul costruttivismo. Nel 1924 scelse la fotografia come mezzo artistico principale, abbandonando la pittura; proprio in quell'anno realizzò un manifesto passato alla storia, creato con la tecnica del fotomontaggio per la Lengiz (sezione di Leningrado della casa editrice Gosizdat) come campagna contro l'analfabetismo, in cui Lilja Jur'evna Brik grida: книги по всем отраслям знания (Knigi po vsem otraslam znanija, ossia "Libri per tutti gli ambiti della conoscenza").
Nel 1928 acquistò una Leica, con la quale catturò immagini con prospettive insolite e audaci, con l'intenzione di combattere tutte le convenzioni della fotografia artistica del periodo. Grazie a queste inquadrature insolite, isolò e mise in risalto i più semplici elementi grafici, linee, cerchi, curve. Come per Kazimir Malevič nella pittura, questo approccio rappresentò una frattura nelle norme rigorose di fine '800.
Nel 1926 scrisse articoli sulla fotografia e sul cinema per la rivista Sovetskoe Kino (Cinema sovietico). È del 1927 la sua prima mostra fotografica, alla quale ne seguirono molte altre in patria e all'estero. Inviso dalle autorità per il suo stile definito troppo occidentale, gli venne ordinato nel 1933 di ritrarre solo eventi di stato. Con la compagna Stepanova lavorò fino al 1940, quando abbandonò la fotografia in favore della pittura. Morì nel 1956 a 65 anni.

## Il fotomontaggio
Rodchenko cominciò ad avvicinarsi alla fotografia per produrre materiali utili ai suoi fotomontaggi, che utilizzava per manifesti e per Illustrazioni di libri. In un paese, la Russia, in cui vi era un alto tasso di analfabetismo, il fotomontaggio si rivelò un innovativo ed efficace mezzo di comunicazione e si inseriva nella poetica costruttivista, nemica di uno stile individuale ed esclusivo.
Il fotomontaggio era già usato alla fine della Grande Guerra come strumento di denuncia dai dada berlinesi (George Grosz e altri) e del Bauhaus (László Moholy-Nagy e altri), coi quali Rodchenko aveva stretti rapporti.

## La fotografia
In possesso di una camera Leica, Rodchenko cominciò a fotografare balconi, scale, finestre e muri, dando all'oggetto ordinario e quotidiano una nuova interpretazione, grazie a tagli obliqui e punti di vista inconsueti.
Nel 1928 Rodčenko scriveva: «Se si desidera insegnare all'occhio umano a vedere in una nuova maniera, è necessario mostrargli gli oggetti quotidiani e familiari da prospettive ed angolazioni totalmente inaspettati e in situazioni inaspettate; gli oggetti nuovi dovrebbero essere fotografati da angolazioni differenti per offrire una rappresentazione completa dell'oggetto».
Alla fine degli anni venti la posizione di Rodčenko divenne, tuttavia, sempre più difficile. Il suo modo di fotografare veniva considerato troppo "formalista" e, con l'avvento dello stalinismo e di un'estetica di stato, l'accusa divenne piuttosto grave. Fotografi come Šajchet e Al'pert accusarono Rodchenko di seguire le orme di fotografi "occidentali" come László Moholy-Nagy e Man Ray.
Rodčenko fu inoltre accusato di aver dato troppa importanza all'estetica a scapito del contenuto, tradendo così quello che veniva considerato vero fotogiornalismo. In seguito, furono messe al bando le sue fotografie di giovani pionieri: il loro sguardo rivolto verso il cielo venne interpretato come un messaggio onirico e fantastico, non in linea con gli ideali del regime.
Ebbe 2 figlie, Anita e Aleksandra Lebid.